# Charles Paul Bial de Bellerade
Pour les articles homonymes, voir Bial de Bellerade.
Charles Paul Bial de Bellerade est un entomologiste français né dans l'ancien 3e arrondissement de Paris le 23 juin 1845 et mort à Cenon le 2 avril 1918. Spécialisé dans l'étude des coléoptères de Gironde et des rivages de la Méditerranée, il a légué au Musée de biologie animale de l'université de Bordeaux une collection de près de 10 000 spécimens naturalisés et classés selon les techniques du XIXe siècle.

## Biographie
Charles Paul est le fils de Paul Bial de Bellerade, chef d'escadron d'artillerie et archéologue et de son épouse Alide-Marie Beynet. Comme son père il embrasse la carrière militaire et est affecté à l'artillerie à Besançon, avec le grade de lieutenant. Il quitte l'armée après une blessure reçue à la bataille de Villersexel pendant la guerre franco-allemande de 1870. Recruté par la Compagnie des chemins de fer du Midi, il y est responsable du service des litiges.
Passionné d'entomologie, il consacre ses loisirs à l'étude et la collection des insectes, notamment des coléoptères, mais aussi des coquillages fossiles. Il est membre de plusieurs sociétés savantes d'envergure régionale : la Société entomologique de la Gironde et du Sud-ouest de la France — qu'il finit par présider —, la Société linnéenne de Bordeaux (il demeure à Bordeaux au 125, rue du Tondu puis au 1, place Henri IV), la Société d’étude et de vulgarisation de la zoologie agricole dont il devient vice-président en 1914. Il collectionne les coléoptères d'Europe, les chrysomélides exotiques. 
Il crée la revue Le Zoologiste et dresse, avec deux collègues, une Contribution à la faune des Coléoptères de la Gironde (inachevée).
Charles Paul a trois fils, prénommés Paul, Charles et Benjamin. Il meurt en 1918. Près de 10 000 spécimens de coléoptères de sa collection, caractéristiques des populations passées et actuelles de la Gironde et du pourtour méditerranéen (Sicile, Italie, Corse, France, Algérie, Espagne, Malte…) sont conservés au Musée de biologie animale de l’université de Bordeaux.

## Publications
- Bial de Bellerade, Blondel de Joigny et M.G. Couture, Contribution a la faune des coléoptères de la Gironde, Horae Societas Entomologique Rossica, 1897 (lire en ligne)